# Долни Подлог
Долни Подлог или Долни Подлак (на македонска литературна норма: Долни Подлог) е село в източната част на Северна Македония, част от Община Кочани.

## География
Селото се намира на дъното на Кочанската котловина. Разположено е на малко повече от 1 километър от пътя Щип-Кочани. Долни Подлог се намира на между северните склонове на планината Плачковица и южните склонове на Осоговската планина.

## История
В селето е имало средновековна отбранителна кула.
В края на XIX век Долни Подлог е село в Кочанска кааза на Османската империя. Според статистиката на Васил Кънчов („Македония. Етнография и статистика“) от 1900 година Подлакъ Долни има 70 жители българи християни, 100 турци и 12 цигани.
По данни на секретаря на Българската екзархия Димитър Мишев („La Macédoine et sa Population Chrétienne“) през 1905 година в Долни Подлог (Dolni-Podlog) има 80 жители българи екзархисти.
При избухването на Балканската война един човек от Долни Подлог е доброволец в Македоно-одринското опълчение. През 1913 година по силата на Букурещкия договор селото попада в Сърбия. На 13 февруари 1915 година сръбските окупатори убиват 43-годишния Петруш Василев заедно с 15-годишно дете. На 15-и същия месец сръбските окупатори отвличат българина Петре и изчезва безследно.
През 1915-1918 и 1941-1944 година Долни Подлог, както и останалите части на Вардарска Македония, е под българско управление. В началото на 1944 година, според Иван Венедиков, който прекарва близо месец в селото, Долни Подлог брои 35 къщи. В местното училище, имащо четири отделения, преподава учителят Чомов от село Ръжево, Пловдивско, който се ползва с голям авторитет и освен учителски, упражнява и аптекарски и лекарски функции. Единственият жител на селото, настроен срещу България, е Черният Петруш, богаташ, сътрудничил на сръбските власти, намиращ се в конфликт с останалите жители.
Църквата „Покров на Пресвета Богородица“ е започната в 1950 и осветена в 1967 година от митрополит Наум Злетовско-Струмишки.
Според преброяване от 2002 в селото има 151 домакинства със 161 къщи.

## Личности
Родени в Долни Подлог
- Петруш Подлъчки, македоно-одрински опълченец, четата на Симеон Георгиев[9]